# Bernhard von Miltitz
Bernhard von Miltitz (* um 1570 in Scharfenberg; † 18. November 1626 in Pretzsch) war ein deutscher Militär, Reisender und Diplomat.

## Leben und Wirken
Er wurde als Sohn des kursächsischen Hauptmanns Ernst v. M. zu Taubenheim und von Anna geb. von Kanne zu Klöden geboren. Seine Jugend verlebte er auf Burg Scharfenberg. Danach kam Miltitz zu seinem Onkel Jobst von Kanne zu Klöden in Pflege. Dort erhielt er Privatunterricht und wurde dann auf die Universität Wittenberg zum Jurastudium geschickt, das er jedoch nach einem Jahr abbrach. Er nahm bei einem in Militärdiensten stehenden Verwandten für mehrere Jahre eine Stelle als Page an. Danach trat er im kursächsischen Heer bei den Karabinern ein. 1591 wechselte Miltitz in die Dienste des Heerführers Christian I. Fürst zu Anhalt-Bernburg über, mit dessen Truppen er an einem Feldzug in Frankreich teilnahm. Unzufrieden über die französische Heerführung, quittierte er den Vertrag und reiste in die Niederlande. Dort trat er den Truppen des Heerführers Philipp Graf von Hohenlohe bei, weshalb er in den Sezessionskriegen zum Einsatz kam. 1593 kehrte Miltitz nach Klöden zurück. Lange hielt es ihn dort nicht, so dass er schon im Folgejahr über die Niederlande und England nach Frankreich reiste. Dort verdingte er sich in Dieppe auf einem Kaper- und Handelsschiff als Leutnant und gelangte mit diesem Schiff nach Afrika, Indien, Südamerika und in die Karibik. Nach der Aufbringung der Schiffsmannschaft durch die Spanier 1596 in der Nähe von Haiti entrann er mit Glück und Geschick der Gefangenschaft. Seine Rückreise in die Heimat führte ihn durch verschiedene Länder Südeuropas. In Spanien angekommen, erhielt er 1597 eine Anstellung am königlich spanischen Hof. Hier lernte Miltitz Erzherzog Albrecht VII. von Österreich kennen, in dessen Diensten er als Mundschenk Spanien verließ und per Schiff nach Italien fuhr, von wo er sich 1590 auf die Rückreise nach Sachsen begab; hier traf er im folgenden Jahr ein. Kurze Reisen führten ihn sodann in die Niederlande, nach Frankreich und England. Wegen seiner Sprachkenntnisse und Welterfahrenheit schickte ihn der sächsische Kurfürst Christian II. als Gesandtschaftsreisenden an die Höfe von Frankreich, England und Österreich. Aber auch in sächsischen Militärdiensten wurde Miltitz tätig. In den Anfangsjahren des Dreißigjährigen Krieges versuchte er als Hauptmann der Grafschaft Mansfeld und mehrerer Stifte diese vor Verwüstungen zu schützen. Spätestens seit 1625 lebte der unverheiratete Miltitz als Gast seiner verwitweten Schwester Anna Löser, die ehemals mit dem sächsischen Erbmarschall Hans Löser († 1614) verehelicht gewesen war, auf dem Schloss in Pretzsch. Versuche, für seine Verdienste in der Dübener Heide Land als Lehen zu erhalten, scheiterten an der Weigerung des Kurfürsten, da sich dort Lagerstätten mit Alaun befanden. Diese Alaunvorkommen waren Miltitz bekannt gewesen. Vermutlich während seines Lebens auf Schloss Pretzsch fertigte Miltitz umfangreiche Lebenserinnerungen an. 
Nach seinem Tod ließ seine Schwester Anna zu seinen Ehren durch den Pretzscher Pfarrer Johann Durius (Dürr) eine umfangreiche Leichenpredigt anfertigen, die in ihrem Inhalt auf den Erinnerungen von Miltitz basierte, und ließ die Predigt als Decennium Memorabile 1628 in Wittenberg drucken. Im 20. Jh. neu entdeckt, diente die Leichenpredigt als Grundlage mehrerer Berichte über das abenteuerliche Leben des Bernhard von Miltitz.
Vermutlich noch zu seinen Lebzeiten war im Schloss Pretzsch ein Ofen mit gusseisernen Platten errichtet worden, welche Motive seiner Reisen zeigten. Eine der Platten befindet sich Heute im Heimatmuseum Pretzsch und eine im Museum Schloss Lichtenburg, Prettin. Beide zeigen neben Schiffen eine mittelamerikanische Landschaft mit einer Stufenpyramide sowie ein wohl symbolhaft zu deutendes Rad und andere Motive, wie auch exotische Früchte als Randverzierung.